# Monteliusmedaljen
Monteliusmedaljen – egentligen Svenska fornminnesföreningens Oscar Montelius-medalj – är en utmärkelse i form av en medalj, vanligen i brons, med en profilbild av förre arkeologen och Riksantikvarien Oscar Montelius. Instiftad år 1947 utdelas den till förtjänta personer inom arkeologi, museiväsende och kulturmiljövård vilka verkat i Oscar Montelius anda. 
Utöver medaljen utdelar Svenska fornminnesföreningen sedan 1936 även Hildebrandspriset inom området. 

## Pristagare
- 1952 – professor Haakon Shetelig
- 1962 – kung Gustaf VI Adolf
- 1970 – professor Birger Nerman
- 1975 – professor Wilhelm Holmqvist
- 1980 – professor Greta Arwidsson
- 1986 – professor Sten Karling, direktör Einar Kjellén och professor Michael Müller-Wille
- 1987 – professor Jüri Selirand
- 1990 – professor Louis Binford och överantikvarien Sverker Jansson
- 1993 – sir David M. Wilson
- 1994 – professor Ian Hodder
- 1995 – professor Mats P. Malmer
- 2000 – professor Berta Stjernquist
- 2002 – professor Brita Malmer
- 2002 – professor Märta Strömberg
- 2003 – fil.dr Ragnhild Boström
- 2003 – professor Åke Hyenstrand
- 2003 – filosofie doktor Marian Ullén
- 2004 – professor Björn Ambrosiani
- 2005 – professor Evert Baudou
- 2010 – professor Dick Harrison
- 2011 – professor Knut Drake
- 2011 – docent Claes Gejrot
- 2012 – professor emeritus Jan Svanberg
- 2012 – docent Lennart Karlsson
- 2013 – fil.dr Hans Gillingstam
- 2014 – professor Lars Larsson[1]
- 2015 – lektor emerita Ulla Lund Hansen[1]
- 2015 – professor emeritus Erik Cinthio[1]
- 2016 – fil.dr Alexandra Pesch[1]
- 2019 - fil.dr Nils Ringstedt[2]
- 2019 - professor emeritus Jarl Nordbladh
- 2019 - docent Ann Catherine Bonnier
- 2019 - medaljkonstnär Annie Winblad Jakubowski
- 2024 - professor Bjørnar Julius Olsen